# احمد شاکر الکرمی
احمدشاکر بن سعید الکَرْمی (۱۸۹۴ – ۹ اکتوبر ۱۹۲۷) روزنامه‌نگار، منتقد ادبی و مترجم فلسطینی بود. او از پیشگامان نقد ادبی در تاریخ فلسطین شمرده می‌شود و در تشکیل اولین گروه ادبی در سوریه به نام «انجمن ادبی» (به عربی:الرابطة الأدبیة) و سردبیری مجلهٔ آن که هم‌نامش بود، مشارکت داشت. در سال ۱۹۲۳ سردبیری مجله «الفیحاء» را بر عهده گرفت. او مجلهٔ «المیزان» را پایه‌گذاری کرد که در سال‌های ۱۹۲۵ و ۱۹۲۶ منتشر شد.

## زندگی و پیشه
احمد شاکر فرزند شیخ سعید الکَرْمی در شهر طولکرم، سنجق نابلس، ولایت بیروت عثمانی در سال ۱۸۹۴ زاده شد. او از خانواده‌ای قدیمی در ادبیات و علم بود. خانوادهٔ کرمی از طولکرم یکی از خانواده‌های فلسطینی به حساب می‌آیند که به خاطر شمار بسیار افراد نخبه که نامشان از اواخر قرن نوزدهم در جهان عرب درخشیده است، مشهور است. احمد شاکر پس از اتمام تحصیلات ابتدایی، به قاهره رفت و شش سال در آنجا تحصیلات عالی را در الازهر و دانشگاه قاهره گذراند.

### روزنامه‌نگاری
او از مصر به مکه در پادشاهی حجاز رفت و به عنوان سردبیر روزنامهٔ «القبلة» مشغول به کار شد. اما به زودی به مصر بازگشت تا در سردبیری هفته‌نامهٔ «الکوکب» همکاری کند. سپس به دمشق سفر کرد، جایی که پدرش در آنجا از اعضای فرهنگستان علمی عربی بود. در راه‌آهن حجاز به عنوان حسابدار مشغول به کار شد و سپس در روزنامهٔ «الفباء» به سردبیری پرداخت و مقالاتی نوشت که با نام «قدامة» امضا می‌کرد.
احمد شاکر الکرمی در میان محافل ادبی دمشق شکوفا شد و تحسین روشنفکران را برانگیخت، در حالی که در آن زمان تنها در دههٔ سوم زندگی خود بود. او در سال ۱۹۲۳ سردبیری مجلهٔ دمشقی «الفیحاء» را برعهده گرفت و همچنین مجلهٔ «المیزان» را تأسیس کرد که فقط بین سالهای ۱۹۲۵ و ۱۹۲۶ منتشر می‌شد.

### نقد ادبی
احمدشاکر الکرمی پیشگام نقد ادبی در تاریخ فلسطین شمرده می‌شود. او از شخصیت‌های فرهنگی، ادبی و پژوهشی به‌شمار می‌رود که پیش از نکبت ۱۹۴۸، به دلیل مشارکت‌های چشمگیرش در زمینه‌های نقد ادبی و ترجمه در عرصهٔ فلسطین و سوریه تأثیرات مهمی بر جای گذاشت. گرچه جنبش نقد در فلسطین و سوریه، مانند نقد سایر کشورهای عرب در آن زمان، توسط منتقدان متخصص در این زمینه هدایت نمی‌شد، اما اکثریت نویسندگان منتقد را کسانی تشکیل می‌دادند که در حوزهٔ فرهنگ و ادبیات عمومی فعالیت می‌کردند. الکرمی توانست الگویی از منتقد تخصصی، عینی و پژوهشگر ارائه دهد که حسام الخطیب را بر آن داشت تا او را «به معنای دقیق کلمهٔ نقد… اولین منتقد متخصص در زندگی ادبی مدرن فلسطین» بداند.

## زندگی شخصی
احمد شاکر متأهل بود و فرزندی نداشت. پدرش سعید الکرمی وزیر و برادرانش عبارت‌اند از: شاعر عبدالکریم الکرمی (ابو سلمه)، سیاستمدار عبدالغنی الکرمی، زبان‌شناس حسن الکرمی، نویسنده محمود الکرمی و اما پدربزرگش شیخ علی بن منصور الکرمی است.

## درگذشت و بزرگداشت
احمدشاکر الکرمی پس از ابتلا به بیماری سل در دمشق در روز ۹ اکتوبر ۱۹۲۷ در سن ۳۳ سالگی درگذشت. او در قبرستان باب‌الصغیر به خاک سپرده شد. بر قبرش نوشته شده است: «اینجا احمد شاکر بن سعید الکرمی آرمیده است که غرییانه درگذشت مگر از برادرانش». این دو بیت شعر از محمد البزم، شاعر سوری، نیز بر قبرش نگاشته شده است:
| ثوی تحت هذا الثری أحمد |  | فأشعل فی القلب نیرانه |
| وأسرع یبغی رضا ربه     |  | وتاریخه ود غفرانه     |

به مناسبت بزرگداشت احمد شاکر الکرمی و مشارکت‌های وی، استاندار دمشق، پایتخت سوریه، مختار دیاب در ۲۹ ژانویه ۱۹۵۵ تصمیم گرفت یکی از خیابان‌های شهر دمشق را به نام وی نامگذاری کند. همچنین خیابانی در شهر جده در پادشاهی عربستان سعودی، و عمان پایتخت اردن، به نام وی است. 

## نشان‌ها
به احمد شاکر الکرمی مدال‌های زیر اهدا شد:
- لژیون دونور، ردۀ شوالیه:از قیمومیت فرانسه در سوریه.[۸]
- مدال قدس برای فرهنگ، ادبیات و هنر: از رئیس ساف یاسر عرفات در دسامبر ۱۹۹۰.[۹]

## آثار
- «الکرمیّات»: مجموعه مقالات، ۱۹۲۱
- «خالد»: رمان ترجمه‌شده از انگلیسی نوشتهٔ ماریون کراوفورد آمریکایی، ۱۹۲۳
- «مِی» یا «الخریف والربیع»: رمان ترجمه‌شده از شاعر انگلیسی جیوفری چوسر.
- «مذکرات بکویک»، رمان ترجمه‌شده از انگلیسی که به شکل پیوسته در مجلهٔ المیزان منتشر شد
- «الوردة الحمراء»